# Youssef Amrani
Youssef Amrani, né le 23 septembre 1953 à Tanger, est un diplomate et homme politique marocain, chargé de mission au Cabinet royal depuis le 11 octobre 2013.

## Biographie

### Parcours universitaire
Youssef Amrani  est licencié en sciences économiques de l'université Mohammed V de Rabat en 1978 et diplômé de l'Institut de management de l'université de Boston (Boston University School of Management). Il est membre du Comité exécutif de l'Union générale des étudiants du Maroc en 1974.

## Fonctions

### Parcours diplomatique
En mai 2011, il succède au Jordanien Ahmed Khalaf Masa'deh en tant que secrétaire général de l'Union pour la Méditerranée (UpM).
En janvier 2012, il est nommé ministre délégué auprès du ministre des Affaires étrangères et de la Coopération au sein du gouvernement Benkirane, fonction qu'il occupe jusqu'au 11 octobre 2013,,, date à laquelle il devient chargé de mission au Cabinet royal,.
Ambassadeur auprès de la république de l'Afrique du Sud, de la république du Botswana, de la république du Malawi et du royaume d'Eswatini de juin 2019 au 19 octobre 2023.
Il est nommé le 19 octobre 2023 ambassadeur du Maroc aux États-Unis en remplacement de Joumala Alaoui,,.